# Mielno, Hạt Łobez
Mielno [ˈmjɛlnɔ] (tiếng Đức: Mellen) là một ngôi làng thuộc khu hành chính của Gmina Wgorzyno, thuộc quận Łobez, West Pomeranian Voivodeship, ở phía tây bắc Ba Lan. Nó nằm khoảng 11 kilômét (7 mi) về phía tây của Węgorzyno, 16 km (10 mi) phía tây nam Łobez và 58 km (36 mi) về phía đông của thủ đô khu vực Szczecin.
Trước năm 1945, khu vực này là một phần của Đức. Sau Thế chiến II, người dân bản địa Đức bị trục xuất và thay thế bằng người Ba Lan. Đối với lịch sử của khu vực, xem Lịch sử của Pomerania.